# Тарасівка (Узинська міська громада)

Тара́сівка — село в Білоцерківському районі Київської області. Входить до складу Узинської міської громади. 
Засноване в 1918 році
Населення — близько 810 жителів.
В селі встановлено залізобетоний пам'ятник Тарасові Шевченку біля Будинку культури у 1961 році.

## Населення

### Мова
Розподіл населення за рідною мовою за даними перепису 2001 року:
| Мова            | Кількість | Відсоток |
| --------------- | --------- | -------- |
| українська      | 798       | 98.03%   |
| російська       | 14        | 1.72%    |
| білоруська      | 1         | 0.13%    |
| інші/не вказали | 1         | 0.12%    |
| Усього          | 814       | 100%     |

## Джерело
- Облікова картка на сайті ВРУ[недоступне посилання з травня 2019]